# Sunset Riders
Sunset Riders (サンセットライダーズ Sansetto Raidāzu?) är ett sidscrollande spring och skjut-spel från Konami, som debuterade 1991 i arkadhallarna. Spelet porterades senare till Sega Mega Drive 1992 och till SNES 1993.

## Handling
Spelet utspelar sig i Vilda västern, där man som prisjägare skall stoppa de mest efterlysta brottslingarna.

### Fotnoter
1. ↑  ”Sunset Riders” (på engelska). Mobygames. http://www.mobygames.com/game/snes/sunset-riders. Läst 29 april 2014.